# Özkan Koçtürk
Özkan Koçtürk (* 6. November 1974 in Braunschweig) ist ein ehemaliger deutsch-türkischer Fußballspieler.

## Karriere
Bereits mit 18 gab Koçtürk sein Debüt für Eintracht Braunschweig in der 2. Bundesliga, am 29. Spieltag der Saison 1992/93 gegen Hannover 96. Koçtürk kam nur noch zu einem weiteren Einsatz in der 2. Liga, wurde nach dem zwischenzeitlichen Abstieg der Eintracht jedoch ab der Saison 1994/95 Stammspieler in der Regionalliga Nord. 1996 wechselte er zu Bayer 04 Leverkusen, wurde von dort allerdings sofort an andere Vereine verliehen. So gab Koçtürk zunächst zwei kurze Gastspiele für Fenerbahçe Istanbul und Çanakkale Dardanelspor in der türkischen Süper Lig, bevor er noch einmal ein halbes Jahr in seine Heimatstadt zu Eintracht Braunschweig zurückkehrte. Danach schloss er sich 1997 dem türkischen Erstligisten Altay İzmir an. 2002 ging Koçtürk zurück nach Deutschland um dem Militärdienst in der Türkei zu entgehen und beendete nach zwei Jahren beim Braunschweiger Niedersachsenligisten BSV Ölper 2000 seine Karriere.